# Obszar ochrony ścisłej Grabina im. prof. Adama Wodziczki
Obszar ochrony ścisłej Grabina im. prof. Adama Wodziczki – obszar ochrony ścisłej w ramach Wielkopolskiego Parku Narodowego, położony nad Jeziorem Góreckim. Obszar leśny o powierzchni 8,49 ha, na którym ochronie podlega najbardziej naturalny w tym rejonie fragment lasu dębowo-grabowego, stanowiący wzorzec dla odnowień w Parku.
Drzewa w rezerwacie (graby, dęby szypułkowe i bezszypułkowe) mają około 150 lat. W podszycie dominuje leszczyna. Sporadycznie rosną też jarzęby brekinie i klony polne. W runie napotkać można przytulię leśną, marzankę wonną, przylaszczkę pospolitą, gajowca żółtego, lilię złotogłów, podkolan biały i gnieźnika leśnego.
Obszarowi patronuje prof. Adam Wodziczko – polski biolog, botanik, inicjator powstania Wielkopolskiego Parku Narodowego. W pobliżu przebiega szlak turystyczny  czerwony z Puszczykówka do Osowej Góry oraz  niebieski z Mosiny do Stęszewa, a także Pierścień Rowerowy dookoła Poznania.